# Bediani
Bediani (en georgiano: ბედიანი; en griego: Μπεντιάνι) es un asentamiento de tipo urbano de Georgia ubicado en el noroeste de la región de Baja Iberia, siendo parte del municipio de Tsalka. 

## Geografía
Bediani se sitúa a orillas del río Jrami, a 30 kilómetros de Tsalka y Tetritskaro. El pueblo y sus alrededores están cubiertos en su mayoría por bosques de robles, nogales, carpes, pinos y abedules.

### Clima
El clima de Bediani tiene inviernos bastante fríos (las temperaturas a veces bajan a -20 °C en enero) y veranos relativamente calurosos.

## Historia
En el pasado histórico, el pueblo de Bediani se llamaba Vardis Chala (traducido como arboleda rosa). La zona de Bediani fue únicamente monástica, con varios monasterios en el área. Sin embargo, la anexión soviética de Georgia en 1922 significó el cese de las actividades religiosas. No hubo asentamiento hasta la década de 1950. El asentamiento actual fue fundado en 1954 como parte de la construcción de la cercana presa de Jramhesi y los primeros habitantes fueron los trabajadores de esta construcción. En 1963 se construyó un hospital psiconeurológico de trascendencia republicana con capacidad para 800 personas. La creación del municipio impulsó el desarrollo de infraestructuras sociales que sirvieron como asentamientos unidos en la comunidad.
La crisis económica y política del país a fines de la década de 1980 y principios de la de 1990 tuvo un efecto pronunciado en la vida de Bediani, y el número de habitantes se redujo drásticamente.

## Demografía
La mayoría de los habitantes de Bediani eran griegos (90%) hasta la década de 1990. A fines de septiembre de 1999, aparecieron nuevos colonos en el distrito que eran los niños y maestros del centro infantil, cerca del convento de San Jorge Mtatsmindeli. Los nuevos pobladores cambiaron por completo la estructura del municipio. Hoy en día, la composición étnica se compone de georgianos (55%), armenios (20%) y griegos (7%).